# Alpe di Catenaia
L'Alpe di Catenaia  (« Alpes de Catenaia ») est un massif montagneux situé sur le versant toscan, au sud de l'Apennins septentrional, dans la province d'Arezzo en Italie et qui sépare le Casentino (bassin hydrologique de l'Arno) de la Valtiberina (bassin hydrologique du Tibre).

## Géographie

### Topographie
Ce massif est situé en Toscane et est limitrophe de l'Ombrie et de l'Émilie-Romagne.
Le point culminant est Il Castello (1 414 mètres d'altitude).
La montagne est riche en eau et les sources sont très nombreuses. Les principales sont le Tre Fonti, la Fonte del Baregno, le Sorgenti delle Sette Vene et la Fonte della Galletta.

### Flore
On note une abondance de châtaigniers, des feuillus mixtes comme le chêne chevelu et des hêtraies.
De nombreuses plantations de conifères ont vu le jour (sapin blanc, sapin rouge).
Une grande partie du territoire se situe à l'intérieur du domaine régional de la Toscane et est géré par la Comunità Montana del Casentino et par la Comunità Montana Valtiberina Toscana.

## Histoire
Au cours de la Seconde Guerre mondiale, toute la zone a été traversée par la ligne Gothique. Elle constituait un point stratégique de contrôle des zones de Sansepolcro et Arezzo.
Encore aujourd'hui, on retrouve sur le terrain des témoignages du conflit comme des tranchées et des munitions (non explosées) de toutes sortes de provenance, aussi bien allemande qu'alliée.

## Sources
- (it) Cet article est partiellement ou en totalité issu de l’article de Wikipédia en italien intitulé « Alpe di Catenaia » (voir la liste des auteurs).